# 陈嘉映
陈嘉映（1952年—），生於上海，中国哲学家，作家。先后任教于北京大学、华东师范大学，现为首都师范大学哲学系教授。研究领域为现代西方哲学，包括现象学（尤其是海德格尔哲学）、语言哲学（尤其是维特根斯坦哲学）、科学哲学、伦理学等。
陈嘉映译有海德格尔，维特根斯坦等哲学家的多部著作，是文化大革命之後首批譯介西方現代哲學的中國學者，在當代中國哲學領域有廣泛的影響。1987年，他所翻译的海德格尔重要著作《存在与时间》首次在中国大陆出版，至今仍是该著作在汉语圈流传最广的译本。
陳嘉映也深耘哲學寫作，出版了一系列思想書籍，其中以《何谓良好生活》、《走出唯一真理观》、《说理》为代表，對於西方現代哲學中的一些概念與思索有進一步的分解與詮釋。他的文字深入淺出，獨具美感，是為數不多的近于文體家的中文作者，被称为“当下中国最接近‘哲学家’称号的人”。

## 生平

### 早年生活
陈嘉映1952年出生于上海一个知识分子干部家庭，父亲陈昌杰，母亲李仙琳，家中有许多兄弟姐妹，其中哥哥陈嘉明和陈嘉耀与他关系最亲。1958年父亲陈昌杰到北京筹建轻工业学院，全家迁到北京。在陈嘉映读到中学二年级时，发生了文革。1968年陈嘉映同他的哥哥陈嘉明和陈嘉耀一起到内蒙白城地区突泉县永安公社插队，一呆就待了8年。
在插队期间当地知青很快组织起了读书会，大家闲暇时间都在聊天、读书。后来大哥陈嘉明突然有一次和陈嘉映讨论哲学问题，从此引发了他对哲学的兴趣。陈嘉映从1971年起阅读哲学书籍，由于当时许多哲学书籍还未翻译，于是期间自学了俄语和德语以帮助阅读原文。期间他常与大哥陈佳明一起坐在同一张桌子两头读书，读完后再讨论各自的所读所感。1976年，陈嘉映得知恢复高考后从内蒙回到北京准备高考。

### 求学
1977年陈嘉映作为文革后第一批大学生考入北京大学西方语言文学系德语专业本科，一年后通过了考试转为外国哲学研究所研究生。当年在考研究生时，陈嘉映通过了笔试但在面试阶段说不出几句德语，最后鉴于当时的老教授熊伟还没有门生，面试官同意破格录取但他必须在熊伟先生的指导下学习。在攻读研究生期间熊伟让陈嘉映研读海德格尔的著作《存在与时间》，后来看他的笔记已经把这本书翻译了大半本了，熊伟便建议他不妨整本翻译出来出版。
1981年陈嘉映毕业后留校任教，后通过熊伟介绍于1983年赴美国宾夕法尼亚州立大学（Penn State）留学，师从海德格尔专家约瑟夫·科克曼斯。期间由于陈嘉映花了大量的时间完成海德格尔的两个大部头《存在与时间》和《海德格尔哲学概论》，导致他对研究海德格尔产生了厌倦，因此他于1988年转而研究更感兴趣的维特根施坦以及语言哲学，并转由后现代哲学家阿方索·林吉斯指导其博士论文。留学期间陈嘉映为了出版书籍和看望母亲分别回国两次，最后在1991年获哲学博士学位，其后赴欧洲工作。1994年回国重返北大任教，2002年转至华东师范大学哲学系，被聘为终身教授、紫江学者。2008年，转入首都师范大学哲学系工作，任外国哲学学科专业负责人。

## 简历
1952年，出生于上海，后随父母迁居北京。
1968年至1976年，于內蒙古突泉縣永安公社插隊。
1978年至1981年，考入北京大學西方語言文學系德語專業本科，后轉為北京大學外國哲學研究所研究生。
1981年至1983年，任北京大學外國哲學研究所講師。
1984年至1991年，于美國賓夕法尼亞州立大學念哲學系博士。
1991年至1993年，任法國跨文化研究院研究員。
1994年至2001年，任北京大學哲學系副教授。
2001年至2002年，任北京大學外國哲學研究所研究員。
2002年至2008年，任華東師範大學哲學系教授。
2008年至今，任首都师范大学哲学系特聘教授、外國哲學學科專業負責人。

## 著作
- 《海德格尔哲学概论》，三联书店1995年出版 ，2005年再版
- 《“存在与时间”读本》，三联书店1999年出版，广西师范大学出版社2019年再版
- 《语言哲学》，北京大学出版社2003年出版，獲北京市高等教育“精品教材”，上海市人文社会科学成果三等奖 (再版为《简明语言哲学》，中国人民大学出版社，2013年出版)
- 《思远道》，福建教育出版社，2000年出版
- 《泠风集》，东方出版社，2001年出版
- 《哲学 科学 常识》，东方出版社2007年出版，中信出版集团2018年再版
- 《白鸥三十载》，复旦大学出版社，2011年出版
- 《说理》，华夏出版社，2011年出版
- 《价值的理由》，中信出版社，2012年出版
- 《从感觉开始》，华夏出版社，2005年出版，2015年再版
- 《无法还原的象》，华夏出版社，2005年出版，2015年再版
- 《旅行人信札》，华夏出版社，2005年出版，2015年再版
- 《空谈：关于人生的七件事》（合著），广东人民出版社，2013年出版
- 《何为良好生活》，上海文艺出版社，2015年出版

## 译著
- 《存在与时间》（Being and Time），海德格尔，三联书店1987年出版，1997年修订版，1995年国家教委学术成就二等奖
- 《濒临失衡的地球》，戈尔，中央编译出版社，1997年出版
- 《哲学研究》（Philosophical Investigations），维特根斯坦，上海世纪出版集团2001年出版
- 《哲学中的语言学》（Linguistics in Philosophy），万德勒，华夏出版社，2002年出版
- 《伦理学与哲学的限度》，（Ethics and the Limits of Philosophy），B. 威廉斯，商务印书馆 ，2006年出版
- 《西方大观念（全二卷）》（Syntopicon），华夏出版社，2008年出版
- 《感觉与可感物》（Sense and Sensibilia），约翰·奥斯汀，华夏出版社和商务印书馆，均2010年出版
- 《维特根斯坦读本》，维特根斯坦，新世界出版社，2010年出版
- 《海德格尔文集》（合译），海德格尔，商务印书馆，2018年出版

## 编著
- 《建议明天——另一个世界是可能的》，经济日报出版社，2004年出版
- 《长歌唱罢风入松》，新星出版社，2006年出版
- 《王炜学术文集》，上海译文出版社，2006年出版
- 《教化——道德观念研究》，华东师范大学出版社，2009年出版
- 《普遍性种种》，华夏出版社，2011年出版
- 《哲学美学宗教心理学问答录》，华夏出版社，2011年出版
- 《希腊的回声》，华夏出版社，2014年出版
- 《神话》，华夏出版社，2014年出版
- 《汉密尔顿的古典世界》，华夏出版社，2014年出版

## 资料
- 讲座视频：真理掌握我们 （页面存档备份，存于），凤凰卫视：世纪大讲堂
- 访谈视频：哲学的终结与开端[永久]，和讯网
- 第10集：许知远对话陈嘉映 （页面存档备份，存于）